# Sif

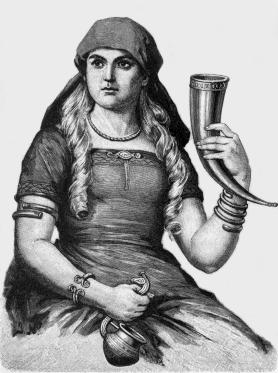
Sif, într-un desen din secolul al XX-lea

În mitologia nordică, Sif este o zeiță a fertilității și soția lui Thor. Nu există multe mituri despre ea. Unul din puținele mituri în care apare este cel în care Loki se strecoară în iatacul ei și îi fură părul auriu. Amenințat de Thor, Loki merge la peștera fiilor lui Ivaldi, și le cere să toarcă fire subțiri din aur. Firele urmau să fie unse cu o licoare magică pentru a crește pe capul zeiței Sif.
Acest articol referitor la mitologia nordică  este deocamdată un ciot. Puteți ajuta Wikipedia prin completarea lui!